# Брейден, Даллас
Даллас Ли Брейден (англ. Dallas Lee Braden, 13 августа 1983, Финикс, Аризона) — американский бейсболист, питчер. Выступал в Главной лиге бейсбола с 2007 по 2011 год в составе клуба «Окленд Атлетикс». Девятого мая 2010 года провёл совершенную игру, ставшую девятнадцатой в истории лиги. После завершения карьеры работал аналитиком на канале ESPN.

## Биография
Даллас Ли Брейден родился 13 августа 1983 года в Финиксе. Его детство прошло в Стоктоне в Калифорнии. Брейден рос без отца, его воспитывали мать Джоди Этвуд и бабушка. В возрасте четырёх лет он заинтересовался бейсболом, позднее начал играть в детской лиге. Занятия спортом он продолжал во время учёбы в старшей школе имени Эймоса Алонзо Стагга, хотя его дважды исключали из бейсбольной команды за плохую успеваемость. В выпускной 2001 год мать Брейдена умерла от рака. Летом того же года он был выбран «Атлантой Брэйвз» на драфте Главной лиги бейсбола. От подписания контракта он отказался, считая себя неготовым к игре на профессиональном уровне.
Брейден прошёл просмотр в бейсбольной команде общественного колледжа Америкен Ривер в Сакраменто. Там он провёл два года, признавался лучшим питчером конференции. Окончив колледж, он поступил в Техасский технологический университет. На драфте Главной лиги бейсбола 2004 года Брейдена в 24 раунде выбрал клуб «Окленд Атлетикс». Подписав контракт, он начал карьеру в составе клуба «Ванкувер Канадианс», затем был переведён в команду «Кейн Каунти Кугарс». В тот период своей карьеры Брейден бросал фастбол со скоростью 88—92 мили в час, в его арсенал также входили чейндж-ап и скрубол.
Сезон 2005 года он начал в составе команды «Стоктон Портс», где был особенно популярен у местных болельщиков. Во второй части чемпионата он играл за «Мидленд Рокхаундс». Зимой Брейден перенёс операцию на плече, после чего он пропустил большую часть сезона 2006 года. Ещё через год он продвинулся в системе клуба до уровня AAA-лиги, на котором играл за «Сакраменто Ривер Кэтс». В апреле 2007 года Брейден дебютировал в Главной лиге бейсбола, заменив в составе «Атлетикс» травмированного Рича Хардена. Первый сезон в лиге он завершил с одной победой при восьми поражениях и показателем пропускаемости 6,72. В первой половине регулярного чемпионата 2008 года он играл за «Ривер Кэтс» и при необходимости выходил в составе «Атлетикс» в роли реливера. Во второй части сезона Брейден вошёл в стартовую ротацию «Окленда» и сохранил эту позицию на 2009 год.
В апреле 2010 года Брейден попал на первые полосы нью-йоркских газет после того, как во время игры поссорился с игроком «Нью-Йорк Янкис» Алексом Родригесом, прошедшим через питчерскую горку. В следующий раз в центре внимания игрок «Атлетикс» оказался 9 мая. В матче против «Тампы-Бэй Рейс» он провёл совершенную игру, ставшую девятнадцатой в истории Главной лиги бейсбола. К концу сезона 2010 года Брейден снова начал испытывать проблемы с плечом. Благодаря использованию чейндж-апа ему удавалось их маскировать, но к весне следующего года это перестало работать. Шестнадцатого апреля 2011 года он сыграл свой последний матч в карьере.
Брейден перенёс ещё две операции, но восстановиться так и не сумел. В январе 2014 года он объявил о завершении игровой карьеры, после чего начал работать аналитиком на канале ESPN. В ноябре 2014 года он женился на актрисе Меган Баррик.
В 2015 году в клубе «Стоктон Портс» вывели №50, под которым играл Брейден, из обращения.